# Kuršis (1982)
Kuršis, wcześniej HMS Dulverton – brytyjski, następnie litewski niszczyciel min typu Hunt. Służył w brytyjskiej Royal Navy jako HMS „Dulverton” (M 35) od 1983 do 2005 roku, po czym został sprzedany Litwie i w 2011 roku wszedł do służby w Litewskiej Marynarce Wojennej pod nazwą „Kuršis” (numer burtowy M 54).

## Budowa

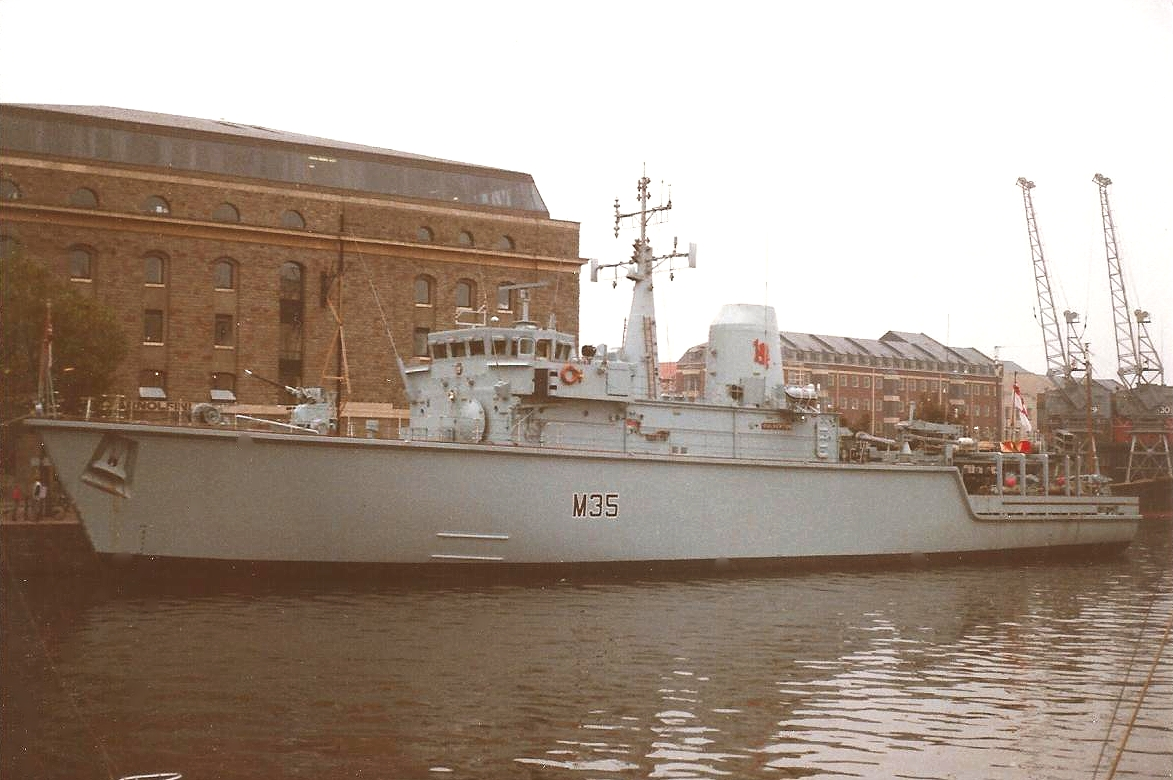
HMS „Dulverton” w 1985 roku

Okręt był siódmą jednostką z typu brytyjskich niszczycieli min Hunt. Budowę zamówiono 19 czerwca 1980 roku w stoczni Vosper Thornycroft Ltd w Woolston (część Southampton). Okręt wodowano 3 listopada 1982 roku, a budowę ukończono i okręt przekazano marynarce 4 listopada 1983 roku. Koszt budowy wynosił ok. 35 mln funtów.

## Opis

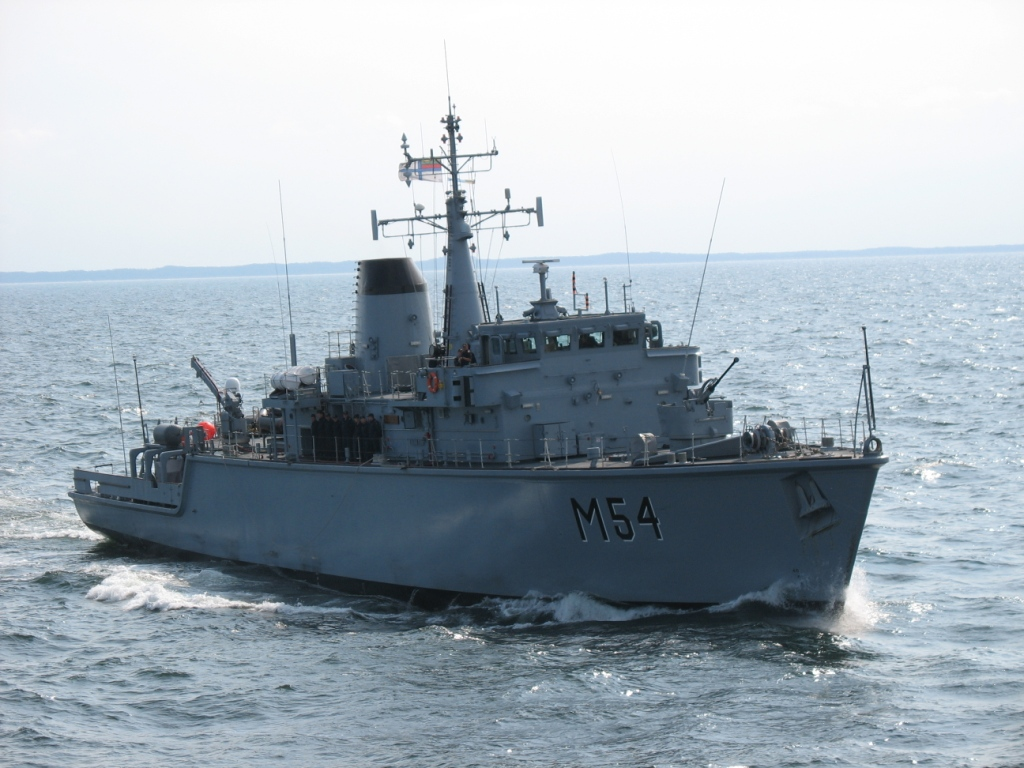
„Kuršis” w 2015 roku

Okręty typu Hunt miały kadłub zbudowany z plastiku wzmocnionego włóknem szklanym (GRP). Wyporność standardowa wynosiła 615 ts, a pełna 725 ts. Według nowszych źródeł, w służbie litewskiej wyporność pełna wynosiła 762 ton (metrycznych). Długość całkowita wynosiła 60 m, a na linii wodnej 57 m, szerokość: 10 m, a maksymalne zanurzenie: 3,4 m. Załoga liczyła pierwotnie 45 osób, a po modernizacji 40 osób, w obu przypadkach 6 oficerów.
Uzbrojenie służyło tylko do samoobrony i stanowiła je pierwotnie automatyczna armata uniwersalna Bofors 40 mm. Do połowy lat 90. na okrętach tego typu armata była wymieniana na Oerlikon/BMARC DS30B kalibru 30 mm L/75 i dodawane były dwa działka kalibru 20 mm Oerlikon/BMARC GAM-C01. W służbie litewskiej uzbrojenie ponownie stanowi armata 40 mm Bofors L/70, uzupełniona przez dwa karabiny maszynowe kalibru 7,62 mm.
Napęd pierwotnie stanowiły dwa silniki wysokoprężne Ruston-Paxman 9-59K Deltic o mocy łącznej 3800 hp, napędzające dwie śruby, pozwalające na osiąganie prędkości maksymalnej 15 węzłów. Ponadto okręty miały pomocniczy napęd hydrauliczny pozwalający na osiąganie prędkości do 8 węzłów, napędzany przez silnik Deltic 9-55B o mocy 780 hp, napędzający też agregaty prądotwórcze. Zasięg wynosił 1500 mil morskich przy prędkości 12 węzłów. Po modernizacji silniki wymieniono na Caterpillar C32 zbliżonej mocy.
Wyposażenie nawigacyjne obejmowało radar Kelvin Hughes Type 1006 lub 1007 (pasmo I). Po modernizacji okręt ma radar Sperry (pasmo I). Wyposażenie do poszukiwania min obejmowało pierwotnie sonar Plessey Type 193M Mod 1 (według starszych źródeł, Type 2093). Ponadto okręty miały sonar wysokiej częstotliwości Mil Cross do unikania min na kursie i sonar Type 2059 do śledzenia pojazdów podwodnych. Po 1990 roku okręty typu Hunt otrzymały system nawigacyjny Racal Mk 53. Po modernizacji „Kuršis” wyposażony został w sonar kadłubowy Thales 2193 (100/300 kHz) i system informacji bojowej Thales M-Cube.
Okręty przenosiły dwa zdalnie kierowane pojazdy podwodne PAP-104 do zwalczania min, a od 1988–1989 roku także nowsze PAP-105. Okręty ponadto miały trały magnetyczne MS 14, holowany trał akustyczny Sperry MSSA Mk 1 i klasyczne trały kontaktowe Oropesa Mk8. Po modernizacji okręt otrzymał system przeciwminowy z jednorazowymi pojazdami podwodnymi ECA K-ster.

## Służba

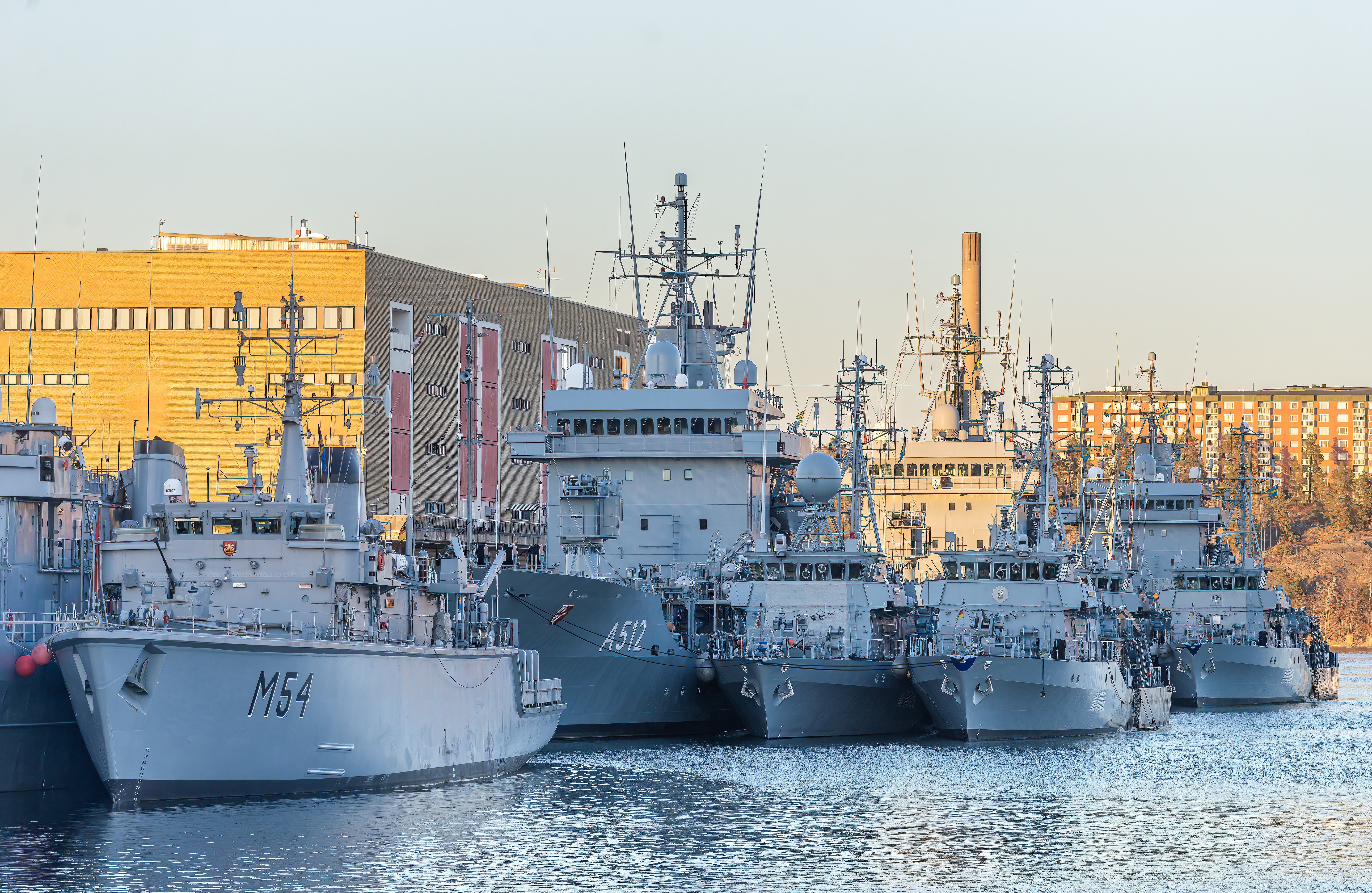
„Kuršis” (na pierwszym planie) w składzie międzynarodowego zespołu przeciwminowego NATO w Sztokholmie, 2022 rok

### W Wielkiej Brytanii
HMS „Dulverton” (numer burtowy M 35) został wcielony do służby w brytyjskiej Royal Navy 4 listopada 1983 roku. Został przydzielony początkowo do 1 Dywizjonu Niszczycieli Min (1st MCM Squadron). W 1990 roku wchodził w skład 4 Dywizjonu Niszczycieli Min w Rosyth. W grudniu 1990 roku „Dulverton” razem z bliźniaczym „Ledbury” wyszedł na Bliski Wschód, biorąc udział w działaniach przeciwminowych podczas wojny w Zatoce Perskiej i powracając do Wielkiej Brytanii po pięciu miesiącach. Dowódcą był wówczas Lt.Cdr. Colin Welborn. Okręt bazował w Rosyth do listopada 1995 roku, a następnie w Portsmouth, nadal w składzie 1 Dywizjonu  Niszczycieli Min. 
Po zakończeniu zimnej wojny i zmniejszeniu zagrożeń, w 1997 roku z okrętu zdjęto wyposażenie przeciwminowe i skierowano go do zadań patrolowych wokół Irlandii Północnej (razem z bliźniaczymi „Cottesmore” i „Brecon”). W 2005 roku został wycofany ze służby w Royal Navy.

### W Litwie
27 listopada 2008 roku Litwa podpisała z Wielką Brytanią umowę na zakup dwóch niszczycieli min „Cottesmore” i „Dulverton”, po ich uprzedniej modernizacji i ponownym wyposażeniu w sprzęt przeciwminowy. Modernizacja była zlecona firmie Thales UK z udziałem podwykonawców. Został zainstalowany nowy system dowodzenia, sonar, radary, silniki i wyposażenie do zwalczania min. W kwietniu 2011 roku załogi rozpoczęły ostatni etap szkolenia w Wielkiej Brytanii przed przeprowadzeniem okrętów. Oba okręty weszły do służby litewskiej w 2011 roku, a dawny „Dulverton” otrzymał nazwę „Kuršis” i numer burtowy M 54. Nazwę przejął po pozostającym jeszcze w służbie niszczycielu min pochodzenia niemieckiego „Kuršis” (M 51).
„Kuršis” między innymi brał udział w manewrach BALTOPS w 2012 i 2015 roku.